# Anna-Greta Söderholm
Anna Margareta (Anna-Greta) Linnéa Söderholm, född 8 maj 1914 i Övergran, död 5 maj 2009 i Kungsholms församling, Stockholm, var en svensk operasångerska (sopran), verksam vid Kungliga Operan från 1945 till 1964.

## Biografi
Anna-Greta Söderholm utbildades vid Kungliga Musikhögskolan i Stockholm 1939–1943 med sångstudier för Joseph Hislop.
Söderholm debuterade 1943 som Santuzza i På Sicilien på Stora Teatern. Hennes stora genombrott var på Kungliga Operan i Stockholm där hon bland annat hade rollerna som grevinnan i Figaros bröllop, Agathe i Friskytten och Pamina i Trollflöjten. Söderholm var mycket uppskattad i Sovjetunionen, där hon gästspelade vid flera tillfällen 1957-60.
Hon fick flera stipendier under sin karriär, bland andra Christine Nilsson-stipendiet och Alma Malmström-stipendiet.

## Teater

### Roller
| År   | Roll                | Produktion                                              | Regi      | Teater        |
| ---- | ------------------- | ------------------------------------------------------- | --------- | ------------- |
| 1946 | Kurfurstinnan Marie | Fågelhandlaren Carl Zeller, Moritz West och Ludwig Held | Lars Egge | Stora Teatern |